# Государственный архив Краснодарского края
Госуда́рственный архи́в Краснода́рского кра́я (ГАКК) — краевое архивохранилище документов Краснодарского края.
Адрес: 350058, Краснодарский край, город Краснодар, Ставропольская улица, дом 151 «А».
Имеет несколько филиалов.

## История
Создан в 1941 году путём объединения фондов расформированных краевого архива Октябрьской революции и краевого исторического архива. Во время Великой Отечественной войны документы архивохранилища были эвакуированы в город Челкар, тем не менее часть фондов была утеряна. После войны начались проблемы с помещениями для хранения документов и только в 1953 году ГАКК получил приемлемые площади под рабочие помещения. В 1976 году архив переехал в новое, специально оборудованное, здание.

## Архивный фонд
Хранящиеся в архиве документы образуют две большие группы — первую группу составляют документы дореволюционного периода, вторую — документы советского времени.
Основу дореволюционных фондов составляет массив документов Черноморского войскового архива, привезённый на Кубань казаками Запорожской Сечи в 1792 году. Этот массив документов постепенно пополнялся как военными, так и гражданскими делами и в 1919 году насчитывал почти полтора миллиона дел.
Документы первых лет Советской власти (1917—1920 годы) сохранились частично.